# Mark Overmars
Markus Hendrik Overmars (ur. 29 sierpnia 1958 w Zeist) – holenderski informatyk, nauczyciel programowania, twórca programu GameMaker. Wykłada na Uniwersytecie w Utrechcie, w Holandii. Katedra której przewodniczy koncentruje się na grafice komputerowej, multimediach, wirtualnych środowiskach oraz grach.
Overmars ukończył doktorat w 1983 roku, na Uniwersytecie w Utrechcie, gdzie uczy do dziś. Opublikował ponad 100 artykułów naukowych, jest współautorem kilku książek. Zajmuje się też działem robotyki, pracował nad algorytmami planowania ruchu przez roboty, stworzył jedną z pierwszych teorii na ten temat w 1992 roku, ulepszoną potem przez L. E. Kavraki i J. C. Latombe w 1994 roku.